# Aptychotrema timorensis
Aptychotrema timorensis is een vissensoort uit de familie van de Trygonorrhinidae. De wetenschappelijke naam van de soort is voor het eerst geldig gepubliceerd in 2004 door Last.